# Sporting Club de Bruxelles
Dernière mise à jour : 9 février 2011.
Le Sporting Club de Bruxelles est un ancien club de football belge, qui n'existe que durant trois années. Il est fondé en 1894 sous le nom d'Ixelles Sporting Club, et fait partie des clubs fondateurs de l'UBSSA, qui deviendra plus tard l'URBSFA que nous connaissons aujourd'hui. Le club change sa dénomination avant le début de la première saison officielle du championnat de football en Belgique en 1895-1896. Au cours de la saison suivante, il se retire de la compétition et arrête ses activités.

## Histoire
Le club est créé en 1894 sous le nom d'Ixelles Sporting Club, et choisit d'utiliser des maillots bleus et noirs. Il participe ensuite à la création de l'Union Belge des Sociétés de Sports Athlétiques (URBSFA), qui comprend une section football. Quelques mois plus tard, le club change son appellation en Sporting Club de Bruxelles lorsqu'il s'installe sur un terrain du Parc du Cinquantenaire à Bruxelles. C'est sous ce nom qu'il participe au premier championnat de Belgique, qu'il termine à la troisième place, derrière le FC Liégeois et l'Antwerp.
La saison suivante, le club commence le championnat par cinq défaites, dont un sévère 18-0 le 10 janvier 1897 face au Racing Club de Bruxelles, le futur champion. Il se retire alors de la compétition, et déclare forfait pour ses cinq derniers matches. Le club ne s'inscrit pas au championnat la saison suivante, et arrête ses activités en 1897.

## Stades
- 1894 : Stade du Parc du Cinquantenaire à Bruxelles
- 1896 : Parc Léopold à Bruxelles
- 1897 : Tir national à Schaerbeek
- 1897 : Avenue Dailly à Schaerbeek

## Résultats dans les divisions nationales
Statistiques clôturées, club disparu

### Bilan
| Niv | Divisions     | Jouées | Titres | TM Up | TM Down |
| --- | ------------- | ------ | ------ | ----- | ------- |
| I   | 1re nationale | 2      | 0      |       |         |
| II  | 2e nationale  | 0      | 0      |       |         |
| III | 3e nationale  | 0      | 0      |       |         |
| IV  | 4e nationale  | 0      | 0      |       |         |
| V   | 5e nationale  | 0      | 0      |       |         |
|     |               |        |        |       |         |
|     | TOTAUX        | 2      | 0      | 0     | 0       |

- TM Up : test-match pour départager des égalités, ou toutes formes de Barrages ou de Tour final pour une montée éventuelle.
- TM Down : test-match pour départager des égalités, ou toutes formes de Barrages ou de Tour final pour le maintien.

### Classements saison par saison
| Ordre | Saison  | Nom du club                 | Niveau                      | Classement final            | Remarques                   |
| ----- | ------- | --------------------------- | --------------------------- | --------------------------- | --------------------------- |
| 1     | 1895-96 | Sporting Club de Bruxelles  | Coupe de Championnat (D1)   | 3e/7                        |                             |
| 2     | 1896-97 | Sporting Club de Bruxelles  | Coupe de Championnat (D1)   | 6e/6                        | Forfait!                    |
| X     | 1897    | Arrêt des activités du club | Arrêt des activités du club | Arrêt des activités du club | Arrêt des activités du club |